# 北条為時 (政村流)
北条 為時（ほうじょう ためとき）は、鎌倉時代中・後期の北条氏の一門。

## 略歴
六波羅探題や連署などを務めた北条時村の嫡男。鎌倉幕府第7代執権・北条政村の嫡孫、第12代執権・北条煕時の父にあたる。
弘安9年（1286年）10月6日、六波羅探題であった父に同行した先の京都において死去したとされ（享年22）、ここまでの業績としては特に伝わっていない。ただ、和歌には秀でていたようで、『新後撰和歌集』や『玉葉和歌集』に入集している。